# Kerstin Gabrielsdotter
Kerstin Gabrielsdotter, född omkring 1529, död omkring 1590, var en svensk adelsdam som anklagades för att ha mördat Johan III:s dotter med hjälp av magi. Hon är möjligen den enda medlem av adeln som åtalats för trolldom i Sverige.

## Biografi
Kerstins far var häradshövdingen i Uppvidinge Gabriel Körning till Getnö gård i Almundsryds socken. Modern var Märta Jakobsdotter (Persdotter), dotter till Per Olofsson, ägare till Osaby i Tofta socken.
Kerstin var gift första gången, senast 1553, med Måns Ol(of)sson (två duvor), häradshövding i Konga härad, död 1557/1558, och före 1552 ägare till Getnö gård Han tvingades då lämna ifrån sig gården och ön till Gustaf Vasa, efter att anklagats för att ha bedrivit otillåten gränshandel och smuggling. Efter Måns Olofssons död återfick änkan gården. Han blev även ägare till Osaby som ägdes av Kerstin och Måns Olofsson från 1553 och tidigare ägts av Kerstins morfar.
Kerstin var gift andra gången, från före 1559, med ryttmästaren Lindorm Person (Ulfsax), Norra Sandsjö, född i Bolmsö 1528, som från 1562 var ägare till Osaby och som stupade i slaget vid Axtorna 1565.
Kerstin var gift tredje gången, från tidigast 1567, med Joen Nilsson (Rosenquist af Åkershult), född 1536 i Växjö, Erik XIV:s köksmästare, ståthållare i hela Småland 1568, fogde i Kronobergs län 1589–1590, befallningsman på Kronobergs slott 1590, Slottsloven på Kalmar slott 1591, häradshövding i Kinnevalds härad 1594. Han var ägare till Åryd (i Hemmesjö socken) och genom sitt giftermål även Osaby.
Kerstin Gabrielsdotter fick tre barn: dottern Margareta Ulfsax (1548–1622), sonen Per Ulfsax (1562–1606), född Norra Sandsjö socken, och sonen Nils Joensson Rosenquist född omkring 1568, adlad Rosenquist af Åkershult 1625.
Tillförlitliga uppgifter om Kerstins födelseår saknas, men barnens födelseår och hennes giftermålsår indikerar en trolig tid mellan 1528 och 1534. För dödsår uppger en källa efter 1590.

## Anklagelserna för trolldom
När kung Johan III:s dotter Lucretia Gyllenhielm dog år 1585, meddelade Carl Gustafsson Stenbock (förlovad med Lucretia Gyllenhielm och senare gift med hennes halvsyster) kungen att det gick rykten om att Gyllenhielm hade blivit "genum trulldom förgiortt" av Kerstin Gabrielsdotter.
Wilhelmina Stålberg uppger i sin bok Anteckningar om svenska qvinnor från 1864 "att hon med 12 adliga qvinnors ed styrka sin oskuld; men sedan hon ej allenast blef misstänkt, utan förmodligen äfven öfverbevisad såsom sin mans mörderska, blef hon aflifvad". Hertig Karls rimkrönika uppger att kungen gav henne möjligheten att svära sig fri från anklagelsen genom 12 adliga kvinnors ed. Hon misslyckades dock med att samla tolv sådana karaktärsvittnen. Misstankarna om att hon orsakat sin makes död bidrog till att hon dömdes skyldig till anklagelsen om trolldom. Hon dömdes till döden och avrättades. Andra källor uppger att med "afseende å anklagelsen för trolldom, styrkte hon med tolf adliga qvinnors ed sin oskuld", men att hon ändå avrättades senare. Mer handfasta källor från tiden uppger hon ännu levde 1590.
Att medlemmar av adeln avrättades för trolldom var ovanligt. I Danmark avrättades adelsdamen Christenze Kruckow år 1621.